# مثلث زائدي

مثلث زائدي مرسوم على سطح سرجي الشكل

في الهندسة الزائدية، المثلث الزائدي (بالإنجليزية: Hyperbolic triangle)‏ هو مثلث مرسوم على المستوي الزائدي. يتكون من ثلاث قطع مستقيمة تسمى «الجوانب» أو «الحواف» وثلاث نقاط تسمى الزوايا أو الرؤوس.
تمامًا كما في حالة الفضاء الإقليدي، توجد دائمًا ثلاث نقاط من الفضاء الزائدي [الإنجليزية] ذات بعد اختياري على نفس المستوي. ومن ثم فإن المثلثات المستوية الزائدية تصف أيضًا المثلثات الممكنة في أي بُعد أعلى للفضاءات الزائدية.

## تعريف
يتكون المثلث الزائدي من ثلاث نقاط غير متسامتة وثلاثة قطع مستقيمة بينها.

## خصائص

تحتوي المثلثات الزائدية على بعض الخصائص المشابهة لتلك الموجودة في المثلثات في الهندسة الإقليدية (المستوية):
- يحتوي كل مثلث زائدي على دائرة محاطة ولكن ليس لكل مثلث زائدي دائرة محيطة (لاحظ الصورة). يمكن أن تقع رؤوسها على دائرة حدية [الإنجليزية] أو دائرة فائقة.

تحتوي المثلثات الزائدية على بعض الخصائص المشابهة لتلك الموجودة في المثلثات في الهندسة الكروية أو الإهليلجية:
- مثلثان لهما نفس مجموع الزاوية متساويان في المساحة
- يوجد حد أعلى لمساحة المثلثات.
- يوجد حد أعلى لنصف قطر الدائرة المحاطة.
- يتطابق المثلثان إذا وفقط إذا كانا يتطابقان مع جداء منته لانعكاسات خطية.
- مثلثان متساويان في الزوايا المتناظرة متطابقان (أي أن جميع المثلثات المتشابهة متطابقة).

للمثلثات الزائدية بعض الخصائص التي تتعارض مع خصائص المثلثات في الهندسة الكروية أو الإهليلجية:
- مجموع زاوية المثلث أقل من 180 درجة.
- تتناسب مساحة المثلث مع نقص مجموع زواياه عن 180 درجة.

تحتوي المثلثات الزائدية أيضًا على بعض الخصائص غير الموجودة في الهندسات الأخرى:
- لا تحتوي بعض المثلثات الزائدية على دائرة محيطة، فهذه هي الحالة عندما يكون أحد رؤوسها على الأقل نقطة مثالية أو عندما تقع جميع رؤوسها على دائرة حدية [الإنجليزية] أو على دائرة فائقة أحادي الجنب.
- المثلثات الزائدية نحيفة، وهناك مسافة قصوى δ من نقطة على حافة إلى أحد الحافتين الأخريين. أدى هذا المبدأ إلى ظهور الفضاء الزائدي δ.

## حساب المثلثات
في جميع الصيغ المذكورة أسفل الجوانب a و b و c يجب قياسها بالطول المطلق، بحيث يكون الانحناء الغاوسي [الإنجليزية] K للمستوي يساوي -1. بمعنى آخر، من المفترض أن تكون الكمية R في الفقرة أعلاه مساوية لـ 1.
تعتمد الصيغ المثلثية للمثلثات الزائدية على الدوال الزائدية sinh و cosh و tanh.

### حساب المثلثات القائمة
إذا كانت C عبارة عن زاوية قائمة، فإن:
- جيب الزاوية A هو الجيب الزائدي للجانب المقابل للزاوية مقسومًا على الجيب الزائدي للوتر.

sin A = sinh(الجانب المقابل)sinh(الوتر) = sinh asinh c

- جيب تمام الزاوية A هو الظل الزائدي الجانب المجاور مقسومًا على الظل الزائدي للوتر.

cos A = tanh(الجانب المجاور)tanh(الوتر) = tanh btanh c
.
- ظل الزاوية A هو الظل الزائدي للساق المقابل مقسومًا على الجيب الزائدي للجانب المجاور.

tan A = tanh(الجانب المقابل)tanh(الجانب المجاور) = tanh atanh b
.
- جيب التمام الزائدي للجانب المجاور للزاوية A هو جيب الزلوية B مقسومًا على جيب الزاوية A.

cosh(الجانب المجاور) = cos Bsin A
- جيب التمام الزائدي للوتر هو جداء جيوب تمام الساقين.

cosh(الوتر) = cosh(المجاور) cosh(المقابل)

- جيب التمام الزائدي للوتر هو أيضًا جداء جيوب تمام الزوايا مقسومة على جداء جيوبهم.[2]

cosh(الوتر) = cos A cos Bsin A sin B =cot A cot B

#### العلاقات بين الزوايا
لدينا أيضًا المعادلات التالية:
{\displaystyle \cos A=\cosh a\sin B}
{\displaystyle \sin A={\frac {\cos B}{\cosh b}}}
{\displaystyle \tan A={\frac {\cot B}{\cosh c}}}
{\displaystyle \cos B=\cosh b\sin A}
{\displaystyle \cosh c=\cot A\cot B}

#### المساحة
مساحة المثلث القائم هي:
{\displaystyle {\textrm {Area}}={\frac {\pi }{2}}-\angle A-\angle B}
أيضًا
{\displaystyle {\textrm {Area}}=2\arctan(\tanh({\frac {a}{2}})\tanh({\frac {b}{2}}))}[بحاجة لمصدر]

#### مثلث متساوي الأضلاع
تعطي معادلات المثلثية للمثلثات القائمة أيضًا العلاقات بين الأضلاع s والزوايا A لمثلث متساوي الأضلاع.
العلاقات هي:
{\displaystyle \cos A={\frac {{\textrm {tanh}}{\frac {1}{2}}s}{{\textrm {tanh}}(s)}}}
{\displaystyle \cosh {\frac {1}{2}}s={\frac {\cos({\frac {1}{2}}A)}{\sin(A)}}={\frac {1}{2\sin({\frac {1}{2}}A)}}}

### حساب المثلثات العام
سواء كانت C زاوية قائمة أم لا، فإن العلاقات التالية تبقى ثابتة: القانون الزائدي لجيب التمام هو كما يلي:
{\displaystyle \cosh c=\cosh a\cosh b-\sinh a\sinh b\cos C,}
مبرهنتها الثنائية هي:
{\displaystyle \cos C=-\cos A\cos B+\sin A\sin B\cosh c,}
هناك أيضًا قانون الجيب:
{\displaystyle {\frac {\sin A}{\sinh a}}={\frac {\sin B}{\sinh b}}={\frac {\sin C}{\sinh c}},}
وصيغة الأجزاء الأربعة:
{\displaystyle \cos C\cosh a=\sinh a\coth b-\sin C\cot B}
التي هي مشتقة بنفس طريقة الصيغة المشابهة في حساب المثلثات الكروية.